# Noordwijkerhout
Noordwijkerhout és un municipi de la província d'Holanda del Sud, al sud dels Països Baixos. L'1 de gener del 2009 tenia 15.469 habitants repartits sobre una superfície de 23,40 km² (dels quals 0,81 km² corresponen a aigua).

## Centres de població
- De Zilk
- Ruigenhoek

## Ajuntament
- VVD 6 regidors
- CDA, 5 regidors
- PvdA 3 regidors
- GroenLinks 2 regidors
- D66 1 regidor